# Ulrich Eigler

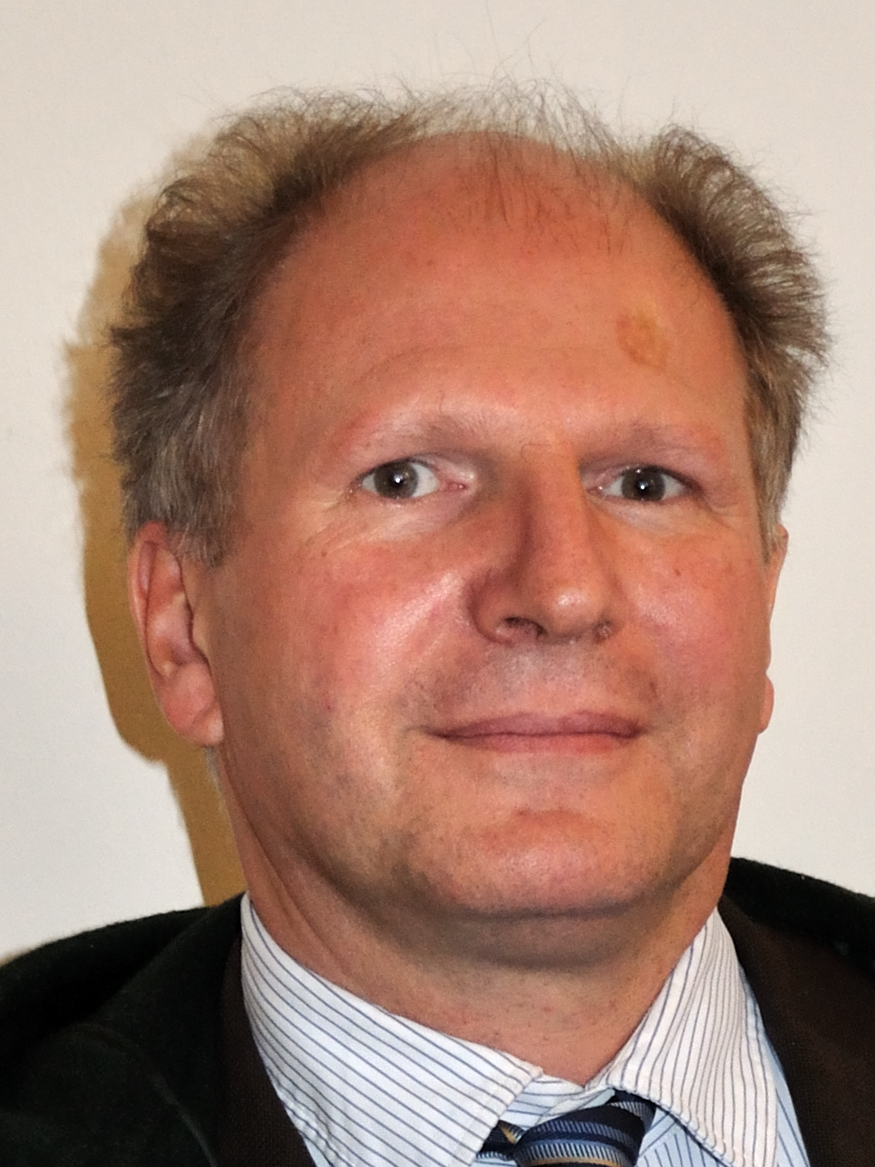
Ulrich Eigler beim Bundeskongress des Deutschen Altphilologenverbandes 2010 in Freiburg im Breisgau.

Ulrich Eigler (* 19. Februar 1959 in Karlsruhe) ist ein deutscher Klassischer Philologe.

## Leben
Nach dem Reifezeugnis am altsprachlichen Berthold-Gymnasium in Freiburg studierte Eigler Latinistik, Gräzistik und Geschichte an der Albert-Ludwigs-Universität Freiburg, 1980–81 an der Christian-Albrechts-Universität zu Kiel und 1982–83 an der Universität Wien. 1983 legte er in Freiburg das Erste Staatsexamen im Fach Latein ab. Es folgte ein Studienaufenthalt an der University of Pittsburgh, Pennsylvania. 1984 legte er in Freiburg das Erste Staatsexamen in Geschichte ab.
1984–89 war Eigler Wissenschaftlicher Mitarbeiter am Seminar für Lateinische Philologie des Mittelalters am Lehrstuhl von Johanne Autenrieth in Freiburg. Nebenbei studierte er Mittellateinische Philologie und historische Hilfswissenschaften. 1986 wurde Eigler mit der Schrift Monologische Redeformen bei Valerius Flaccus im Fach Latein promoviert. 1987 legte er das Erste Staatsexamen im Fach Lateinische Philologie des Mittelalters ab, 1988 in Griechisch. 1989–91 hielt er sich als PostDoc-Stipendiat der Deutschen Forschungsgemeinschaft in Rom auf, wo er bei Guglielmo Cavallo griechische Paläografie studierte. 1991–95 war er Wissenschaftlicher Assistent am Institut für Klassische Philologie der Universität Bamberg. 1994 wurde er mit der Schrift Lectiones Vetustatis. Römische Literatur und Geschichte in der Lateinischen Literatur der Spätantike habilitiert. 1995–98 war er C3-Professor für Klassische Philologie an der Universität Freiburg, 1998–2005 C4-Professor für Klassische Philologie, insbesondere Latinistik, an der Universität Trier. 2005 folgte er einem Ruf an die Universität Zürich. zum 1. August 2024 wurde er emeritiert.
In seiner Forschungsarbeit beschäftigt sich Eigler mit der Literatur der augusteischen Zeit, der frühen Kaiserzeit und der Spätantike. Daneben sind Antikerezeption in der modernen Literatur und im Film sowie Bedingungen der lateinischen Textüberlieferung seine Forschungsschwerpunkte.

## Schriften (Auswahl)
- Renaissance- und Humanistenhandschriften (= Schriften des Historischen Kollegs. Kolloquien. 13). Herausgegeben von Johanne Autenrieth. Unter Mitarbeit von Ulrich Eigler. Oldenbourg, München 1988, ISBN 3-486-54511-6.
- Monologische Redeformen bei Valerius Flaccus (= Athenäums Monografien. Altertumswissenschaft. Bd. 187). Athenäum, Frankfurt am Main 1988, ISBN 3-610-09009-X (Zugleich: Freiburg (Breisgau), Universität, Dissertation, 1986).
- Edition und Übersetzung der Vita Walfredi. In: Karl Schmid (Hrsg.): Vita Walfredi und Kloster Monteverdi. Toskanisches Mönchtum zwischen langobardischer und fränkischer Herrschaft. (Gabe des Freiburger Toskana-Seminars an Gerd Tellenbach zu seinem 85. Geburtstag am 17. September 1988) (= Bibliothek des Deutschen Historischen Instituts in Rom. Bd. 73). Niemeyer, Tübingen 1991, ISBN 3-484-82073-X, S. 37–63.
- Lectiones Vetustatis. Römische Literatur und Geschichte in der lateinischen Literatur der Spätantike (= Zetemata. H. 115). Beck, München 2003, ISBN 3-406-50311-X (Zugleich: Bamberg, Universität, Habilitations-Schrift, 1994).